# Cancalit
Der Cancalit ist ein sehr seltenes magmatisches Alkaligestein mit Kaliumvormacht, das zu den Lamproiten gerechnet wird, genauer zu den Phlogopit-Lamproiten. Er tritt in der südostiberischen Vulkanprovinz auf.

## Vorkommen und Erstbeschreibung

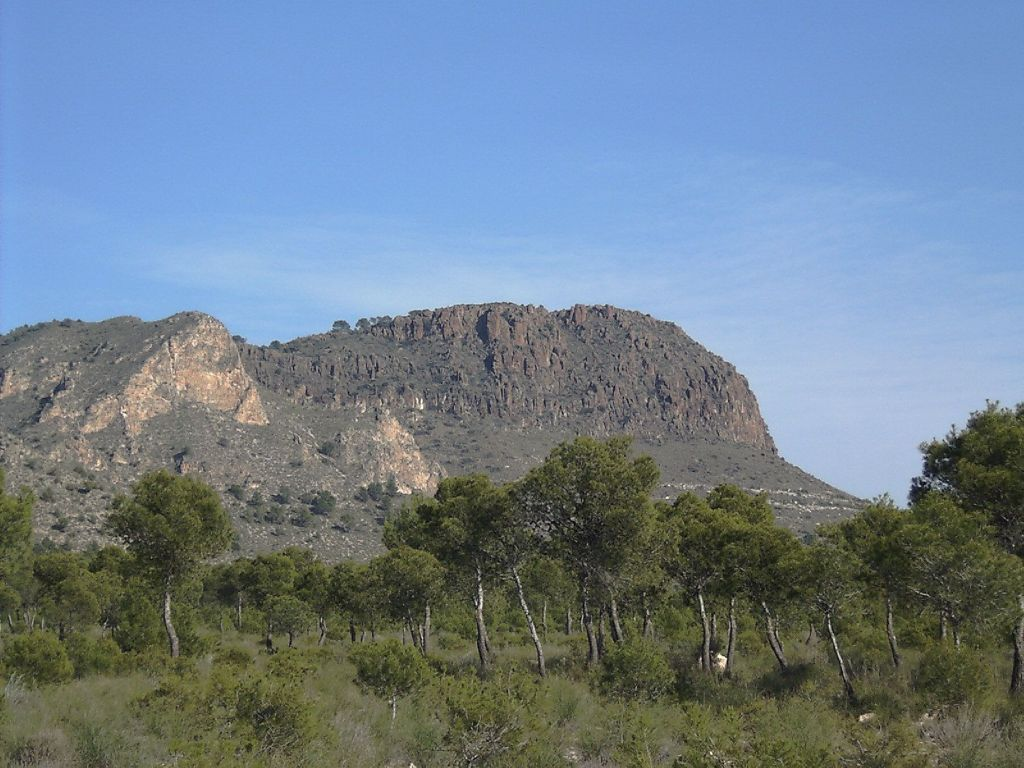
Der Cancarix-Vulkan von Südwesten, Typlokalität des Cancalits

Die Typlokalität des Cancalits ist der Cancarix-Vulkan bei Hellín in der Provinz Albacete im Südosten Spaniens. Sein Name leitet sich von der Ortschaft Cancarix ab. Das Gestein wurde im Jahr 1967 von J. M. Fuster und Kollegen erstmals wissenschaftlich beschrieben.

## Mineralogie
Nach der Neudefinition der Lamproite durch Mitchell und Bergman im Jahr 1991 wird der Cancalit jetzt als Enstatit-Sanidin-Phlogopit-Lamproit bezeichnet. Die Definition gibt die für das Gestein entscheidende Mineralogie wieder, im Fall des Cancalits sind dies die Minerale Phlogopit, Sanidin und Enstatit (Orthopyroxen). Neben dem titanreichen Phlogopit, dem eisenreichen Sanidin und dem Enstatit erscheinen ferner die Minerale Olivin (reich an der Komponente Forsterit), Richterit (Amphibol mit Kalium und Titan), idiomorpher, prismatischer Diopsid und Leucit. Ferner nadelförmiger Apatit, seltener Ilmenit, Rutil und Geikilit sowie akzessorisch Dalyit und Ägirin.
Die spezifische mineralogische Zusammensetzung und strukturelle Ausbildung des Cancalits hängt jedoch vom Kristallisationsgrad ab. So verschwindet Olivin beispielsweise im holokristallinen Innern des Lamproits, zeigt aber örtliche Anhäufungen in mit glasigen Lavapartien (mit glasiger bis mikrokristalliner Grundmasse) im Zusammenhang stehenden porphyrischen Sektoren. Phlogopit und Diopsid kommen vorwiegend in holokristallinen Bereichen als hypidiomorphe bis idiomorphe Kristalle vor, wohingegen Amphibol und Sanidin als Zwickelfüller erscheinen, die auch poikilitisch ausgebildet sein können.
Die Kristallisation verläuft über die Frühbildungen Olivin, Diopsid, Phlogopit hin zum spät gebildeten Richterit und Sanidin, der die erstgenannten Minerale poikilitisch umschließt. In der Schlussphase kristallisierten Dalyit und Ägirin in Hohlräumen.
Der idiomorphe, blockhafte, zum Teil skelettförmige, 0,3 bis 1,0 Millimeter groß werdende Sanidin nimmt rund 50 Volumenprozent des Cancalits ein. Der xenomorphe Olivin ist korrodiert und wird von Enstatit umschlossen. Er findet sich auch in peridotischen Xenolithen. Der Phlogopit liegt ebenfalls korrodiert vor und zeigt sagenitische Entmischung (gitterförmige Verwachsung mit Rutil). Der bis zu 3 Millimeter große Richterit füllt Zwickel im Sanidingefüge. Er verdrängt außerdem frei vorkommenden Phlogopit und Diopsid und umschließt Enstatit, mit dem er auch Verwachsungen eingeht. Der seltene Ilmenit ist mit Geikilit verwachsen. Dalyit tritt in Miarolen auf, in denen er von Sanidin und Amphibol umgeben wird. Ägirin erscheint in Drusen und wird als Kristallisat der Dampfphase gedeutet.
Als kennzeichnende Normminerale fungieren Olivin (ol), Akmit (ac), Natriummetasilikat (ns) und Kaliummetasilikat (ks), wobei die drei letztgenannten typisch für peralkalische Gesteine sind. Charakteristisch ist ferner die Abwesenheit von normativem Leucit (lc).

## Chemische Zusammensetzung

### Haupt- und Spurenelemente
| Oxid Gew. % | Cancalit Cancarix-Vulkan | Cancalit SP-723 | Cancalit SP-725 | Spurenelemente ppm | Cancalit Cancarix-Vulkan | Cancalit SP-723 | Cancalit SP-725 |
| ----------- | ------------------------ | --------------- | --------------- | ------------------ | ------------------------ | --------------- | --------------- |
| SiO2        | 56,7                     | 57,8            | 55,9            | Cr                 | 1039                     | 757             | 810             |
| TiO2        | 1,54                     | 1,58            | 1,49            | Ni                 | 151                      | 601             | 470             |
| Al2O3       | 9,23                     | 9,84            | 9,30            | Zn                 | 83,0                     |                 |                 |
| Fe2O3       | 4,80 (tot)               | 4,75 (tot)      | 4,67 (tot)      | Rb                 | 676                      | 111             | 110             |
| FeO         |                          |                 |                 | Sr                 | 864                      | 746             | 696             |
| MnO         | 0,08                     | 0,07            | 0,08            | Zr                 | 768                      | 978             | 962             |
| MgO         | 12,1                     | 10,2            | 11,8            | Ba                 | 1694                     | 1893            | 1815            |
| CaO         | 3,42                     | 3,19            | 4,12            | Ce                 | 293                      | 328             | 295             |
| Na2O        | 0,78                     | 1,02            | 1,08            | Nd                 | 186                      | 214             | 188             |
| K2O         | 9,11                     | 9,20            | 8,93            | Sm                 | 34,5                     | 40,2            | 35,9            |
| P2O5        | 1,14                     | 1,18            | 1,24            | Hf                 | 23,8                     | 23,7            | 23,9            |
| LOI         | 0,26                     | 0,79            | 1,22            | Th                 | 128                      | 129             | 117             |
| K/Na        | 7,67                     | 5,92            | 5,45            |                    |                          |                 |                 |
| K/Al        | 1,07                     | 1,01            | 1,04            |                    |                          |                 |                 |
| (Na + K)/Al | 1,21                     | 1,18            | 1,23            |                    |                          |                 |                 |

Quelle: S. Duggen und Kollegen (2005)
Der Cancalit ist ein ultrapotassisches (K/Na>3), intermediäres Alkaligestein mit peralkalischem Charakter (da (Na+K)/Al>1). Er wird durch sehr hohe Gehalte an MgO und K2O gekennzeichnet, wohingegen Na2O deutlich abgereichert ist. Bei den Spurenelementen sind wie bei allen Lamproiten die inkompatiblen Elemente angereichert, insbesondere die LILE Rubidium und Strontium, aber auch die HFSE Thorium, Cerium, Zirconium, Hafnium sowie die Seltenen Erden Neodym und Samarium. Das sechsfach koordinierte Chrom zeigt ebenfalls sehr hohe Konzentrationen.

### Isotopenverhältnisse
| Isotopen    | Verhältniswert Cancalit | Cancalit SP-723 | Cancalit SP-725 |
| ----------- | ----------------------- | --------------- | --------------- |
| 87Sr/86Sr   | 0,718046                | 0,717426        | 0,717311        |
| 143Nd/144Nd |                         | 0,512023        | 0,512014        |
| 206Pb/204Pb | 18,803                  |                 | 18,787          |
| 207Pb/204Pb | 15,689                  |                 | 15,710          |
| 208Pb/204Pb | 39,015                  |                 | 39,086          |

Bei den sehr hohen initialen Bleiverhältnissen, die sich mit den Werten für ozeanische Sedimente (insbesondere mit den Werten atlantischer Schelfrandsedimente von Nordwestafrika) überlappen, gibt es ebenfalls Ähnlichkeiten mit Lamproiten der Toskana und lamproitischen Minetten der Westalpen. Im Diagramm 87Sr/86Sr gegenüber 206Pb/204Pb ist erneut die Ähnlichkeit mit den atlantischen Sedimenten zu erkennen, die Verwandtschaft mit Cordierit-führenden Laven Südostspaniens sowie eine Annäherung an das angereicherte Mantelreservoir EM 2.